# Stefan Kaczmarczyk
Stefan Jakub Kaczmarczyk (ur. 1 lipca 1892 w Chodenicach, zm. ?) – podpułkownik piechoty Wojska Polskiego.

## Życiorys
Urodził się w Chodenicach, w ówczesnym powiecie bocheńskim Królestwa Galicji i Lodomerii . W czasie I wojny światowej walczył w szeregach Pułku Piechoty Nr 13. Na stopień podporucznika został mianowany ze starszeństwem z 1 stycznia 1916 w korpusie oficerów rezerwy piechoty.
1 czerwca 1921 pełnił służbę w Dowództwie 4 Armii, a jego oddziałem macierzystym był 51 Pułk Piechoty Strzelców Kresowych. 3 maja 1922 został zweryfikowany w stopniu kapitana ze starszeństwem z 1 czerwca 1919 i 778. lokatą w korpusie oficerów piechoty. Później został przeniesiony do 54 Pułku Piechoty Strzelców Kresowych w Tarnopolu. W latach 1923–1924 był przydzielony z 54 pp do Oddziału III, a następnie Oddziału Wyszkolenia Sztabu Dowództwa Okręgu Korpusu Nr VIII w Toruniu. Później został ponownie przeniesiony do 51 pp w Brzeżanach. 27 stycznia 1930 został mianowany majorem ze starszeństwem z 1 stycznia 1930 i 8. lokatą w korpusie oficerów piechoty. W marcu tego roku został przeniesiony do 45 Pułku Piechoty Strzelców Kresowych w Równem na stanowisko kwatermistrza. W marcu 1932 został przesunięty na stanowisko dowódcy batalionu. Na stopień podpułkownika został mianowany ze starszeństwem z 19 marca 1937 i 47. lokatą w korpusie oficerów piechoty. Później został przeniesiony do 63 Pułku Piechoty w Toruniu na stanowisko I zastępcy dowódcy pułku.
1 września 1939, w związku z chorobą ppłk. Władysława Winiarskiego, objął dowództwo 63 pp. W czasie kampanii wrześniowej dostał się do niemieckiej niewoli. Początkowo przebywał w Oflagu XVIII A, a 31 maja 1940 został przeniesiony do Oflagu II C Woldenberg .

## Ordery i odznaczenia
- Krzyż Niepodległości (17 września 1932)[17]
- Krzyż Walecznych (dwukrotnie)[18]
- Złoty Krzyż Zasługi (10 listopada 1938)[19][20]
- Srebrny Krzyż Zasługi (10 listopada 1928)[21][18]
- Krzyż Wojenny (Francja)[22][23]
- Medal Pamiątkowy Wielkiej Wojny (Francja)[22][23]
- Srebrny Medal Waleczności 2 klasy (Austro-Węgry)[2]
- Medal Zwycięstwa („Médaille Interalliée”)[22][23]